# 细胞疗法
细胞疗法是一種将活细胞注入患者体内以治療疾病的治療手段，如在免疫治疗中將T细胞移入至患者體內後通過细胞介导免疫以对抗癌细胞，或移植干细胞至患者體內促使病变组织再生。
细胞疗法起源于十九世纪，在二十世纪中期，研究人員發現，人体细胞能減緩患者身體对器官移植的排斥，从而使得骨髓移植能順利完成。近几十年来，干细胞和其他细胞的移植作为一种潜在的治疗手法，開始受到研究人员的极大关注。